# Guerriero senza tempo
Guerriero senza tempo (American Samurai) è un film statunitense del 1992 diretto da Sam Firstenberg.

## Trama
Andrew Collins detto Drew viene adottato da un maestro di samurai, dopo un incidente aereo in cui è sopravvissuto. Andrew cresce insieme al figlio del maestro Kenjiro, imparando all'abilità da guerriero. La gelosia di Kenjiro, lo spinge a prendere parte alla Yakuza, dove presta giuramento all'organizzazione criminale, abbandonando i valori morali da samurai. Dopo dieci anni Andrew lavora come giornalista a Los Angeles, un giorno viene inviato in Turchia per fare un servizio insieme ad una collega reporter Janet Ward, ma scoprono un traffico d'oppio. Dopo che la reporter è stata rapita, Andrew si trova costretto ad affrontare in un micidiale torneo di arti marziali governato da alcuni giocatori e criminali in cui assolda un campione di nome Kenjiro.